# Thubten Nyima Lungtog Tendzin Norbu

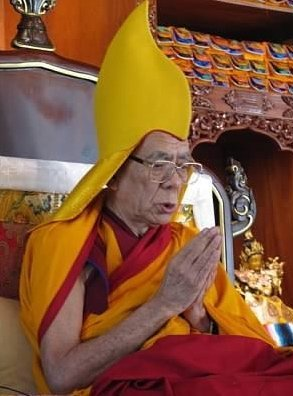
Thubten Nyima Lungtog Tendzin Norbu

Rizong Rinpoche (), auch Thubten Nyima Lungtog Tendzin Norbu (tib. thub bstan nyi ma lung rtogs bstan ’dzin nor bu; * 7. Juni 1928; † 8. Dezember 2022 in Mundgod, Karnataka) war von 2009 bis 2016 der 102. Ganden Thripa und damit der höchste Vertreter der Gelug-Schule des tibetischen Buddhismus.

## Leben
Rizong Rinpoche wurde in das königliche Haus von Matho, einem Zweig der königlichen Familie von Ladakh, hinein geboren. Sein Vater war Prinz Phuntsog Namgyal, ein direkter Nachkomme der Könige von Ladakh. Die Mutter von Rizong Rinpoche, Tsering Lhazom, stammte aus der aristokratischen Familie Leh Kalon. Er war der Neffe des 19. Bakula Rinpoche.
In den frühen 1930er Jahren, als Kind, wurde Rizong Rinpoche vom 13. Dalai Lama als Tulku anerkannt und als Reinkarnation des früheren Sras Rinpoche inthronisiert. Rinpoche lebte bis zur Übernahme Tibets durch die Chinesen im Jahr 1959 in Kloster Drepung. Danach schloss er sich dem 14. Dalai Lama und der tibetischen Exilgemeinde in Indien an.
Von 2009 bis 2016 war er der 102. Ganden Thripa und damit der höchste geistliche Vertreter der Gelug-Schule des tibetischen Buddhismus.
Rizong Rinpoche starb am 8. Dezember 2022 im Alter von 94 Jahren.

## Video
- The 102th Galden Tripa, Rizong Sras Trul Rinpoche – youtube.com